# 秘魯犬牙石首魚
秘魯犬牙石首魚為輻鰭魚綱鱸形目鱸亞目石首魚科的其中一種，分布於東太平洋區，從厄瓜多Santa Elena至智利Coquimbo海域，體長可達47公分，棲息在沿岸、河口，屬肉食性，以魚類、蝦子等為食，可做為食用魚及觀賞魚。